# یوکو شیمیزو
یوکو شیمیزو (ژاپنی: 清水 侑子، شیمیزو یوکو، ۱ نوامبر ۱۹۴۶) طراح ژاپنی و خالق هلو کیتی است.
او پس از فارغ‌التحصیلی از دانشگاه هنر موساشینو به سانریو پیوست و اولین شخصیت اصلی این گروه را طراحی کرد. این کاراکتر خرسی به نام کورو چان بود که در سال ۱۹۷۳ معرفی شد. سال بعد، شیمیزو هلو کیتی را طراحی کرد که شناخته‌شده‌ترین کاراکتر سانریو است. او در سال ۱۹۷۶ این شرکت را ترک کرد تا ازدواج کند و از آن زمان به عنوان یک طراح مستقل کار می‌کند. او از هلو کیتی پول زیادی به دست نیاورد. اما تا سال ۲۰۲۴ برای شرکت سانریو بیش از ۸۰ میلیارد دلار سود داشته است.
وی همچنین طراح آنجل کت شوگر و ربکا بون‌بون بوده است. خود او، ربکا بون‌بون را شیک‌پوش‌ترین بولداگ روی زمین توصیف می‌کند. شیمیزو علاوه بر این چندین کتاب مصور را نیز تألیف کرده است.

## هلو کیتی
شرکت سانریو سازنده صندل‌های پلاستیکی با طرح چاپی توت‌فرنگی بود. اما می‌خواست محصول پر‌فروش دیگری هم تولید کند. برای همین گروهی از طراحان جوان را برای ارائه طرحی «کاوایی» (به معنای بامزه و ملوس) استخدام کرد. طرح یوکو شیمیزو، گربه سفیدی با پاپیون قرمزی بر موهایش بود، او این طرح را در چند روز کشید. یوکو طرح هِلو کیتی را با الهام از کودک خود آفرید.
در آغاز، این طرح همراه با شش شخصیت تخیلی دیگر فقط روی کیف پول‌های کوچک چاپ شد. اما هلو کیتی از همه طرح‌های دیگر پر‌فروش‌تر شد و به سرعت تبدیل به پرفروش‌ترین محصول شرکت سانریو شد. نخستیین حضور هلو کیتی بر روی یک کیف پول بود که در ژاپن از سال ۱۹۷۵ و در آمریکا از سال ۱۹۷۶ به فروش رسید.